# Alfa (editorial)
Alfa es una editorial venezolana de origen uruguayo. Fue fundada en 1958 en Montevideo por el editor español Benito Milla y establecida en Caracas desde 1977 por su hijo Leonardo Milla.

## Historia
La editorial fue fundada en 1958 por el editor Benito Milla. Inmigrante español arribado al Uruguay en 1951, se vinculó al negocio del libro con un puesto callejero en la Plaza Cagancha. Hacia finales de la década, abrió una librería en la calle Ciudadela 1389, para poco tiempo después (según sus propias palabras) aventurarse en el negocio editorial.
Como antecedente, también estuvo la feria de libros de autores nacionales realizada en la explanada del Teatro Solís en diciembre de 1958, que impulsó la creación de la Feria del Libro y del Grabado, emprendimiento que Milla llevó adelante junto a la escritora Nancy Bacelo.
En 1972, Leonardo Milla, hijo de Benito Milla se traslada a Buenos Aires para fundar Alfa Argentina junto con el escritor Héctor Murena, Huyendo de la dictadura argentina, Leonardo Milla se traslada a Caracas en 1977 y refunda la editorial. A partir de este momento, la editorial publica a autores como Juan Liscano, Isaac Chocrón, Eduardo Galeano Ana Teresa Torres, Héctor Torres, Camilo Pino La Corte, Rodrigo Blanco Calderón, Michelle Roche Rodríguez y Fernanda Trías.
Después del fallecimiento de Leonardo Milla, su hijo Ulises Milla dirige la editorial.Ulises Milla también es editor de la española Big Sur.
Actualmente el grupo editorial cuenta con dos sellos: Editorial Alfa y Ediciones Puntocero.
El sello Alfa está centrado en el ensayo, y mantiene las bibliotecas de autores venezolanos consagrados como Ana Teresa Torres, Elías Pino Iturrieta o Rafael Arráiz Lucca. El sello Puntocero publica novela y ensayo contemporáneo, con autores como Fernanda Trías, Rodrigo Blanco Calderón, Camilo Pino La Corte, Alejandro Rebolledo, Juan Villoro, Patricio Pron; o traducciones como Cosas que los nietos deberían saber de Mark Oliver Everett, o A la cara de Christa Faust.

## Colecciones
El catálogo editorial se dividió en nueve colecciones: Estuario, Carabela, Letras de Hoy, Poesía Hoy, Mundo Actual, Documentos, Libros Populares, Tiempo y Memoria y Carabela Mayor. La más emblemática fue Carabela, dirigida fundamentalme a "territorializar algunas producciones literarias de españoles que, expulsados de su espacio vital como consecuencia de la Guerra Civil (1936-1939) española, escribían desde otros márgenes con la mirada puesta en la realidad que los contenía".
En Carabela se editaron en total noventa y cuatro títulos. 
En 1960 surgirá la colección Letras de Hoy, dirigida por Ángel Rama, de la que se publicaron un total de diez libros, entre ellos algunos de los posteriormente consagrados Felisberto Hernández y Juan Carlos Onetti. 
En total la Editorial Alfa publicó 186 libros hasta su cierre en 1976. En 1973, como consecuencia del Golpe de Estado en Uruguay, los responsables de la editorial se trasladan a Buenos Aires, donde fundan Alfa Argentina que a su vez será clausurada en 1976.